# Харлачов Євген Валерійович
Євген Валерійович Харлачов (рос. Евгений Валерьевич Харлачёв, нар. 20 січня 1974, Тольятті) — російський футболіст, що грав на позиції півзахисника. По завершенні ігрової кар'єри — тренер.
Виступав, зокрема, за клуби «Локомотив» (Москва) та «Динамо» (Москва), а також національну збірну Росії.

## Клубна кар'єра
Вихованець тольяттінського футболу. Перший тренер — Євген Григорович Єрофєєв. У 1992 році перейшов у футбольний клуб «Крила Рад». У його складі у віці 18 років дебютував у Вищій лізі першого чемпіонату Росії — 9 квітня 1992 року вийшов на заміну в домашньому матчі проти «Асмарала» (1:2). Перший гол у чемпіонаті Росії забив 11 жовтня 1992 року — в гостях у ворота «Текстильника» (Камишин) на першій хвилині другого тайму, відкривши рахунок у матчі, що завершився нічиєю (1:1).
Провівши в Самарі два роки, в 1994 році, помічений тренерами юнацької та молодіжної збірних Росії, Харлачов перейшов в московський «Локомотив», в якому грав протягом 8 років. У сезонах 1995, 1999 та 2000 років він став з командою віце-чемпіоном Росії, а 1996, 1997, 2000 та 20001 роках чотири рази вигравав Кубок Росії з «Локомотивом». Більшість часу, проведеного у складі московського «Локомотива», був основним гравцем команди.
У 2001 році перейшов в московське «Динамо», у складі якого провів наступні три роки своєї кар'єри гравця. Граючи у складі «біло-синіх» також здебільшого виходив на поле в основному складі команди. Виступи в Прем'єр-лізі завершив у 2004 році у складі «Сатурна».
Другу половину сезону 2004 року провів у «Балтиці», яка виступала в Першому дивізіоні, а завершив свою ігрову кар'єру в 2005 році на батьківщині в «Лада» (Тольятті), яка виступала тоді в третьому за рівнем дивізіоні.

## Виступи за збірні
1993 року дебютував у складі юнацької збірної Росії (U-20) був учасником молодіжного чемпіонату світу в
Австралії, дійшовши з командою до чвертьфіналу. А у 1994—1995 роках грав за олімпійську збірну Росії, в якій провів 7 матчів, забив 1 гол.
28 серпня 1996 року дебютував в офіційних матчах у складі національної збірної Росії в товариській грі з Бразилією (2:2). Не потрапив до заявки на Чемпіонат Європи 1996 року, оскільки програв конкуренцію Андрію Канчельскісу і Валерію Карпіну, тим не менш наступного року виграв з командою товариський Кубок місячного нового року. В результаті так і не ставши основним гравцем з 1998 року перестав викликатись до збірної. Всього за національну збірну Росії зіграв 6 офіційних матчів і 1 неофіційний (Росія — збірна ФІФА, 0:2).

## Кар'єра тренера
Розпочав тренерську кар'єру, повернувшись до футболу після невеликої перерви, і з 2009 по 2011 рік очолював фарм-клуб «Локомотива» (Москва). 12 грудня 2010 року в Москві закінчив 240-годинне навчання в ВШТ на тренерських курсах і отримав ліцензію Pro. Працював тренером-консультантом залізничної Футбольної ліги.
У 2014 році став тренером дзержинського «Хіміка», а після звільнення Олега Пашиніна очолив команду і пропрацював на посаді до листопада.
З квітня по червень 2016 року очолював «Соляріс».
| Дата       | Місто   | Господарі | Результат | Гості     | Турнір                      | Голи | Примітки |
| ---------- | ------- | --------- | --------- | --------- | --------------------------- | ---- | -------- |
| 28/08/1996 | Москва  | Росія     | 2 – 2     | Бразилія  | товариський матч            | -    | 63'      |
| 01/09/1996 | Москва  | Росія     | 4 – 0     | Кіпр      | Відбір до ЧС 1998           | -    | 66'      |
| 07/02/1997 | Гонконг | Росія     | 1 – 1     | Югославія | Кубок місячного нового року | -    |          |
| 10/02/1997 | Гонконг | Росія     | 2 – 1     | Швейцарія | Кубок місячного нового року | -    |          |
| 12/03/1997 | Белград | Югославія | 0 – 0     | Росія     | товариський матч            | -    | 64'      |
| 25/03/1998 | Москва  | Росія     | 1 – 0     | Франція   | товариський матч            | -    | 76'      |
| Усього     |         | Матчів    | 6         |           | Голів                       | 0    |          |

## Досягнення

### Командні
- Срібний призер чемпіонату Росії (3): 1995, 1999, 2000
- Бронзовий призер чемпіонату Росії (2): 1994, 1998
- Володар Кубка Росії (4): 1995/96, 1996/97, 1999/00, 2000/01
- Фіналіст Кубка Росії: 1997/98
- Срібний призер зони «Урал-Поволжя» другого дивізіону: 2005

### Особисті
- У списку 33 найкращих футболістів чемпіонату Росії (4): № 1: 1995; № 2: 1994; № 3: 1996, 1999
- Перше місце серед правих півзахисників за оцінками газети «Спорт-Експрес»: 1995 (середній бал «6,36»)
- Перше місце серед молодих гравців (до 22 років) за оцінками «Спорт-Експрес»: 1995 («6,36»)
- Друге місце серед лівих півзахисників за оцінками «Спорт-Експрес»: 1999 («6,05»)